# Предлог
Предло́г — служебная часть речи, обозначающая отношение между объектом и субъектом, выражающая синтаксическую зависимость имён существительных, местоимений, числительных от других слов в словосочетаниях и предложениях. Предлоги, как и все служебные слова, не могут употребляться самостоятельно, они всегда относятся к какому-нибудь существительному (или слову, употребляемому в функции существительного). Вследствие своей синтаксической несамостоятельности предлоги никогда не выступают в качестве членов предложения. Они обслуживают управление как вид подчинительной связи, будучи связанными с управляющим компонентом словосочетания.

## Предлоги в русском языке
Данная часть речи сформировалась за счёт других лексико-грамматических разрядов. Этим во многом обусловлена неоднородность предлогов. В течение XIX—XX веков наблюдается непрерывное пополнение состава производных предлогов. Интереснее всего развиваются предлоги, выражающие наиболее отвлечённые значения — объективные, причинные, целевые и т. д. В развитии новых предлогов сказывается возрастающая роль в русском языке XIX века публицистической и научной речи.
Часть предлогов, в основном производных, совмещает ряд значений. Так, предлоги за, под, из, от, в, на совмещают причинные, пространственные и временные значения. Предлог через, выражая пространственные (через горы) и временные (через века) отношения, в просторечии встречается при выражении причинных отношений (через тебя я лишился семьи). Другие предлоги совмещают причинные значения со значениями цели, например для, по.

### Классификация русских предлогов по происхождению и строению
- Непроизводные (древнейшие предлоги) — в, без, до, из, к, на, по, о, от, перед, при, через, с, у, за, над, об, под, про, для.
- Производные предлоги образовались в более позднее время от слов других частей речи и подразделяются на:
  - наречные — вблизи, вглубь, вдоль, возле, около, вокруг, впереди, после и др.;
  - отымённые — посредством, в роли, в зависимости от, путём, насчёт, по поводу, ввиду, по случаю, в течение и др.;
  - глагольные (образованы были в большинстве своём скорее от деепричастий, нежели собственно глаголов) — благодаря, несмотря на, спустя и др.[1]

### Классификация русских предлогов по структуре
- Простые (состоят из одного слова): в, с, к, у, над, на, перед, при и другие
- сложные (состоят из двух простых, соединённых дефисом): из-под, из-за, по-над и другие
- составные (состоят из нескольких слов): несмотря на, в отличие от, в связи с и др.[1]

### Классификация русских предлогов по употреблению с падежами существительных (валентность)
Валентность предлогов выражает их способность употребляться с падежами существительных и местоимений. Предлоги в русском языке могут употребляться
- с одним падежом: без, до, для, у, ради (род. п.); к (дат. п.); про, через, сквозь (вин. п.); над, перед (тв. п.); при (предлож. п.);
- с двумя падежами: в, на, о (вин. и предлож. п.); между (род., тв. п.); за, под (вин. и тв. п.); с (род и тв. п.);
- с тремя падежами: по (вин., дат., предлож. п.)[1].

Все падежи в русском языке допускают как предложное, так и беспредложное управление, за исключением именительного (всегда без предлога) и предложного (всегда с предлогом).

### Классификация русских предлогов по отношениям
Как отмечают исследователи, в современном русском языке круг значений предлогов, сфера выражаемых ими отношений расширяются и углубляются. Итак, предлоги не изменяются и не являются членами предложения, но они выражают различные отношения:
- пространственные — около, в, среди, на и др.;
- временные — в течение, в продолжение и др.;
- причинные — ввиду, благодаря, вследствие, в связи, из-за  и др.;
- целевые — для и др.;
- объектные — о и др.;
- сравнительно-сопоставительные;
- определительные;
- уступки — несмотря на;
- сопроводительные.

### Правописание русских предлогов
1. Через дефис пишутся предлоги из-за, из-под, по-над, по-за.
2. Раздельно пишутся предлоги в течение, в продолжение, в отличие от, в заключение, в связи с, в силу, в целях, за счёт, в виде и др.
Пишутся слитно
| Предлоги                                        | Отличие от сочетания существительного с предлогом                         |
| ----------------------------------------------- | ------------------------------------------------------------------------- |
| Ввиду (= по причине, из-за)                     | Иметь в виду, быть в виду (= вблизи, в пределах видимости)                |
| Наподобие, вроде (= подобно, как)               | Обрати внимание на подобие матери и дочери. В роде Ивановых все блондины. |
| Насчёт (= о)                                    | Положи деньги на счёт в банке.                                            |
| Вместо (= за)                                   | В лесу мы зашли в место, куда с трудом проникал свет.                     |
| Вследствие (= по причине, из-за)                | В следствии по уголовному делу допущены недочёты.                         |
| Вслед: Мы смотрели вслед уплывающему паруснику. | Охотник всматривался в след пробежавшего по снегу зверя.                  |
| Образованные от наречий: идти навстречу ветру   | На встречу одноклассников мы собираемся каждые десять лет.                |

3. Несмотря на, невзирая на (= хотя), вслед за (= за) пишутся в два слова.